# إيمي بوست
إيمي بوست (20 ديسمبر 1802 – 29 يناير 1889) كانت ناشطة ذات دور أساسي في العديد من القضايا الاجتماعية الهامة خلال القرن العشرين، شملت التحرر من العبودية وحقوق المرأة. ساهمت نشأة بوست ضمن بيئة الكويكرز (جمعية الأصدقاء الدينية) في صياغة معتقداتها حول المساواة بين جميع البشر، إلا أنها في نهاية المطاف تركت الجمعية نظرًا لرغبتها في دعم جهود التغيير الاجتماعي بفعالية، وهو ما دعاها للتعاون مع جهات غير الكويكرز. كانت صديقة للناشطين البارزين فريدريك دوغلاس وسوزان بي. أنتوني، وقدمت دعمًا كبيرًا للقضايا التي آمنت بها علنًا وبطرق أقل علنية. كانت من بين الموقعين على «إعلان المشاعر» في عام 1848 وناشطة مدى الحياة ألزمت نفسها بالعمل تجاه مجموعة من القضايا الاجتماعية المتقاطعة في أهدافها. ميز ذلك النهج المتراكب بوست عن العديد من الناشطين الآخرين في عصرها الذين التزموا الدفاع عن قضية واحدة متأملين إحداث تغيير اجتماعي حقيقي.

## نشأتها
ولدت إيمي كيربي سنة 1802 لعائلة من الكويكرز تعيش في مجتمع زراعي في لونغ آيلاند، نيويورك. كان والداها هما جاكوب وماري كيربي، اللذان أنجبا خمسة أبناء. نشأت إيمي كيربي في بلدة أريحا في نيويورك، حيث درست في مدرسة «أصدقاء أريحا». ضمت المدرسة كلًا من الطلاب الذكور والإناث، كما كانت تسجل الطلاب السود في صفوفها حتى سنة 1817، عندما أنشأت «الجمعية الخيرية» مدرسة منفصلة. على ذلك، التحقت كيربي بمدرستها مع الطلاب السود وكانت على اتصال بشتى السود العاملين في المزارع المحلية والمنازل في المنطقة. ترعرعت هي وأشقاؤها على طريقة الكويكرز، بمعنى أنهم عاشوا حياة من البساطة، في اللباس والحديث مثًلا. كونها من الكويكرز، آمنت عائلة كيربي أيضًا بالمساواة بين جميع الناس، بغض النظر عن الجنس أو العرق.

## زواجها وأبناؤها
تزوجت أخت إيمي، هانا كيربي، من شاب من الكويكرز أيضًا يدعى إسحاق بوست، سنة 1822. بعد ولادة ابنتهم ماري، نقل إسحاق زوجته هانا وطفلتها إلى سكيبيو، بلدة في الجزء الجنوبي من مقاطعة كايوغا، نيويورك. عانت هانا من العزلة، وذلك نظرًا لعمل زوجها في مزرعة العائلة، ورحلاته إلى اجتماع الكويكرز السنوي في مدينة نيويورك، ورحلاته لرؤية أسرته في لونغ آيلاند. زارت إيمي كيربي أختها في ربيع عام 1823. خلال تلك الزيارة، شاركت كيربي في اجتماعات الكويكرز والمناسبات الاجتماعية ولفتت اهتمام تشارلز ويليتس الذي تقدم للزواج بها سنة 1824. عادت كيربي إلى بيتها في أريحا وطورت علاقتها مع ويليتس. حافظت على علاقة ودية مع ويليتس عبر تبادلهما الرسائل إلى أن عادت إلى بيت إسحاق وهانا لدى ولادة ابنهما إدموند سنة 1825. في أواخر شهر مايو أو بداية يونيو من العام ذاته، توفي ويليتس الذي كان خطيبها آنذاك. أصيبت هانا بحالة مرضية حرجة وتوفيت في أبريل سنة 1827، وكانت كيربي في المنزل حينها تقدم لها المعونة. في سبتمبر من العام 1828، تزوجت إيمي من إسحاق، أرمل أختها هانا، وبالتالي أصبحت زوجة أب لماري وإدموند. أنجب ماري وإسحاق خمسة أولاد، هم جاكوب كيربي بوست، جوزيف و. بوست، هنري بوست، ويليت إي. بوست، وماتيلدا بوست. توفي هنري، وإدموند، وماتيلدا وهم في مرحلة الطفولة.

## انفصال الكويكرية والهيكسايت
ولد كل من إيمي وإسحاق لعائلة من الكويكرز (أو كما يطلق عليهم، كويكرز بالولادة) ونشآ على ديانتهم. كانت عائلاتهما ميالة أكثر إلى الجانب التحرري من ممارسات الكويكرز. في سنة 1825، انفصل الكويكرز إلى مجموعتين: هيكسايت وأرثوذكس. عرف ذلك الحدث باسم «انفصال الأصدقاء». كانت إيمي كيربي بوست وزوجها من بين الهيكسايت حتى عام 1845، عندما انسحبا من اجتماعات الكويكرز احتجاجًا على حظر نشاط الأعضاء «العالميين» أو لمن هم من غير الكويكرز.

## وصلات خارجية
- إيمي بوست على موقع فايند أغريف